# Анабел Ли
Анабел Ли је последња песма америчког песника Едгара Алана Поа. Написана је у мају 1849. године, а објављена пар дана након његове смрти у два часописа и у посмртном опроштају. Слично другој Поовој песми, Гавран, она говори о жалости за изгубљеном љубављу. Остало је неразјашњено коме је ова песма посвећена, тј. да ли се Анабел Ли односи на неку личност из Поовог живота. Тако неки тврде да се она односи на његову жену Вирџинију, а други пак да је плод његове маште.

## Тема
Главна тема ове пјесме је неизмјерна љубав двоје младих, која прелази оквире стварности - ванвременска љубав.

## Идеја
Права љубав прелази преко свега, па чак и преко смрти.

## Ликови
Главни ликови ове пјесме су лирски субјекат и Анабел Ли, за коју се никад није сазнало да ли је била дио пишчевог живота или дио његове маште.

## Анализа
Љубав - толико јака да пјесник покушава да оживи своју драгу Анабел, да је врати на овај свијет. Мотив који прожима ову љубавну баладу је смрт драге. Пјесник не може и неће да се помири са чињеницом да му је вољена умрла, већ се с њом дружи и разговара, а у мислима су увијек заједно. Њихова је љубав јача од свега и изнад свега, вјечна. Изнад анђеоске и небеске.
Снажна љубав двоје младих, бол и неописива туга за вољеном чине да се ова пјесма сврста у ред пјесама које вјечно живе, баш као и љубав која је у њој описана.
И у српској поезији се срећемо са Орфејевским мотивом - мотивом умрле љубе, у Дисовој пјесми - „Можда спава”.
Пјесник у овој пјесми потврђује да нестварна љепота доноси велику несрећу што је њен допунски мотив.
Пјесма је написана у шест строфа конкретизовано кроз описане ликове.
Рађање љубави, њена постојаност и трајање кроз вријеме, оживљавање умрле драге, разговор с њом, стапање двије душе - умрле и живе потврђују велику љубав, већу и јачу од љубави свете.
Пјесник у свему види своју драгу и дозива је сваке вечери на обали мора, загледан у даљину, у мјесец и звијезде, које га подсјећају на њене очи. Сјећање на његову непрежаљену љубав, стално потврђује чињеницу о нестварној љубави и њеној снази која је описана у овој пјесми Едгар Алан По-а.